# البحث عن المجد الثاني: المحاكمة بالنار
البحث عن المجد: المحاكمة بالنَّار (بالإنجليزيَّة: Quest for Glory II: Trial by Fire)
هي لعبة الفيديو الثانية في سلسلة البحث عن المجد من سييرا للترفيه تم إنتاجها في سنة 1990 م.

## طريقة اللعب
واجهة اللعبة عبارة عن محلل نصي، الأمر الذي يتطلب من اللاعب إدخال أوامر من قائمة محددة (ولكنها غير معروفة) لجعل الشخصية تنفذ الإجراءات.
تتبع اللعبة مسار سابقتها، على الرغم من وجود اختلافات في طريقة اللعب. تجري معظم أحداث اللعبة في المدينة الخيالية، وفي إطار زمني محدود؛ تم الانتهاء من المؤامرة بأكملها في 30 يومًا. العديد من الألغاز الموجودة في اللعبة لا تظهر أو لا يمكن حلها إلا في أيام معينة. وهذا يحافظ على أسلوب اللعب في سرد خطي محكم. من الصعب أيضًا التنقل في اللعبة، حيث أنها تحتوي على منظور غريب ونظام رسم خرائط. تتفاقم مشاكل التنقل بسبب تصميم المدينة الخيالية الذي يشبه المتاهة. تم استخدام هذا التخطيط كشكل بدائي لإدارة الحقوق الرقمية: كان إكمال المهام المبكرة أمرًا صعبًا للغاية بدون الخريطة الموجودة في الدليل المقدم مع مشتريات لعبة الفيديو. يتم تقليل هذه الصعوبة بمجرد حصول اللاعب على خريطة سحرية تنقل شخصيته على الفور إلى النقاط الساخنة.
هذه أيضًا هي اللعبة الأولى في السلسلة التي قد يحصل فيها البطل على لقب بالادين. لتحقيق هذا اللقب، يجب على البطل التصرف بشرف طوال اللعبة وسيقدم لك راكيش، الأسد الثور (الأسد القنطور)، سيفه بالادين، وسولفورج. نظرًا لإعطاء عنوان بالادين في نهاية اللعبة، فإن قدرات بالادين وسولفورج متاحة فقط مع الشخصيات التي تم استيرادها إلى البحث عن المجد (الجزء الثالث من اللعبة) والألعاب اللاحقة.

## القصة
القصة مستوحاة من العديد من الأساطير والقصص في الشرق الأوسط، بما في ذلك ألف ليلة وليلة.
تجري أحداث البحث عن المجد: الجزء الثاني في مدينة شابيير والمناطق المحيطة بها، وهي أرض تستضيف أيضًا الكاتَّا، وهي مخلوقات بشرية تشبه القطط. مباشرة بعد أحداث اللعبة الأولى، يسافر بطل شبيلبرغ المُعلن حديثًا مع أصدقائه عبد الله دو وشامين وشيما إلى مدينة شابير الصحراوية. المدينة مهددة بالعناصر السحرية من النار والأرض والرياح والماء، بينما الأمير عروس الدين من مدينة رصير الشقيقة لشابير مفقود وسقطت مدينته تحت الطغيان.
بعد هزيمة العناصر الأربعة التي تهدد شابير، يسافر البطل إلى مدينة الرصير التي تفتقد أميرها.  هناك، تم سجنه من قبل خافين وتحت التنويم المغناطيسي يساعد الساحر المستبد الشرير آد إفيس على إحياء الجني الشرير إبليس. في المعركة النهائية، يهاجم البطل القصر ويقاتل مع آد إيفيس، الذي يسقط حتى وفاته المفترضة متوسلاً المساعدة من سيده المظلم. وشكرًا لنجاح البطل في تحرير الرصير واستعادة رونقها المفقود، قام سلطان شابير هارون الرشيد بمكافأة البطل بتبنيه كابن له.

## تطوير
وفقًا لكوري كول، مطور ومنتج اللعبة، كلف إنتاج اللعبة 450 ألف دولار. وكان كانت آخر لعبة إي جيه إيه، واتبعت عمليات التطوير المخصصة لألعاب VGA المتفوقة بيانيًا التي تلت ذلك، مما جعل تطويرها صعبًا.

## روابط خارجية
- البحث عن المجد الثاني: المحاكمة بالنار على موبي غيمز